# GROMACS
GROMACS (англ. groningen machine for chemical simulations, гронингенская машина для химического моделирования) пакет программ для моделирования физико-химических процессов в молекулярной динамике. Разработан командой Германа Берендсена, работающей в отделении биофизической химии университета Гронингена. В настоящее время развивается и поддерживается усилиями энтузиастов, в число которых входят представители университета Уппсалы и королевского технологического института. Пакет предназначен для моделирования биомолекул (например, молекул белков и липидов), имеющих много связанных взаимодействий между атомами. Обеспечивает высокую скорость расчётов для несвязанных взаимодействий. Считается одним из самых быстрых инструментов. Является свободным программным обеспечением с открытым исходным кодом. Исходный код доступен под лицензией GPL.

### Программы, используемые при моделировании из «первых принципов»
- Gaussian
- CPMD
- CRYSTAL
- ABINIT — свободная программа
- GAMESS (US)
- PC GAMESS